# Almeida Theatre
Het Almeida Theatre is een theater in Londen, Engeland. Het in 1980 opgerichte theater ligt in de Londense borough Islington, aan de straat Almeida Street, waaraan het zijn naam ontleent. Hoewel klein, behoort het theater tot de meest gerenommeerde van Groot-Brittannië.

## Geschiedenis

### Voorgeschiedenis gebouw
Het gebouw van het huidige Almeida Theatre dateert uit 1837 en was oorspronkelijk de zetel van de Islington Literary and Scientific Society. Het gebouw bevatte een zaal voor lezingen met 500 stoelen, een bibliotheek, een leeszaal, een museum en een laboratorium. Van 1874 tot 1886 was het gebouw eigendom van de Wellington Club, die de zaal vanaf 1885 gebruikte voor concerten, bals en openbare bijeenkomsten. In 1890 werd het gebouw verkocht aan het Leger des Heils, dat het gebouw Wellington Castle Barracks noemde, vanaf 1902 Wellington Castle Citadel, in overeenstemming met de militaire traditie van die organisatie. De zaal werd verbouwd en er werd een balkon aan het auditorium toegevoegd. In 1955 vertrok het Leger des Heils en tot 1972 stond het gebouw meestal leeg. In 1972 kreeg het de monumentenstatus (grade II listed building) en in hetzelfde jaar begon een campagne om in het gebouw een theater te vestigen.

### Oprichting en beginperiode

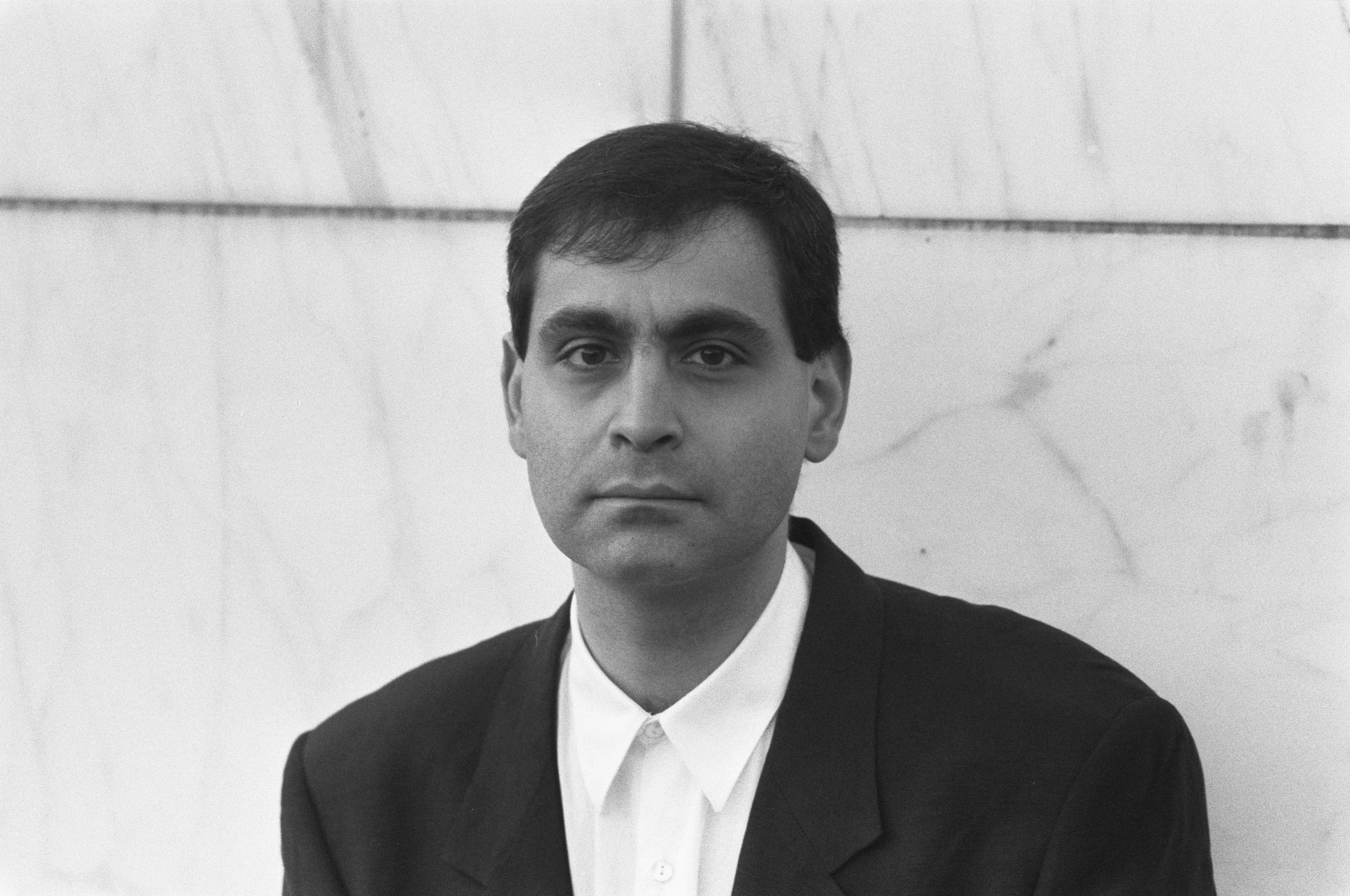
Pierre Audi in 1988

Initiatiefnemer van deze campagne was de Frans-Libanese theaterregisseur Pierre Audi, die het vervallen gebouw in 1972 kocht. Na een grondige renovatie opende het Almeida Theatre in 1980 met een festival van avant-gardetheater en -muziek, onder het artistiek leiderschap van Audi. Het Ameida was vanaf de beginjaren 1980 een van Londens belangrijkste gasttheaters voor fringe-theaterproducties. Audi nodigde daarnaast internationaal gerenommeerde musici en theatermakers uit, zoals de Britse toneelregisseur Peter Brook (1982), de Amerikaanse componisten John Cage, Philip Glass en Meredith Monk (1983), de Britse filmregisseur Peter Greenaway (1983) en de Argentijnse tangomuzikant Ástor Piazzolla (1985).
Van de talrijke musici en theaterregisseurs die er in de 'periode Audi' voorstellingen of muzikale projecten presenteerden kunnen genoemd worden: Robert Wilson, Robert Lepage, Julia Bardsley, Deborah Warner, Simon McBurney, Wolfgang Rihm, Claude Vivier, Steve Reich, Lou Harrison, Conlon Nancarrow, Virgil Thomson, Arvo Pärt, Toru Takemitsu, Jo Kondo, Sylvano Bussotti, Giacinto Scelsi en Alfred Schnittke.
Britse muziek- en theatergezelschappen die regelmatig optraden in het Almeida waren London Sinfonietta, Arditti Quartet, Capricorn, Spectrum, Music Projects/London, Singcircle, Shared Experience, Joint Stock Theatre Company, Complicite, Cheek by Jowl en Haymarket Theatre Leicester. In 1986 en '87 presenteerde het theater het fringefestival Not the RSC festival.

### Verdere ontwikkeling
In 1989 vertrok Pierre Audi naar De Nederlandse Opera, waarna het artistiek leiderschap van het Almeida Theatre werd overgenomen door Jonathan Kent and Ian McDiarmid (1990-2002). Onder hun leiding bracht het theater een groot aantal binnen- en buitenlandse producties, waarvan er veertien, wegens succes, naar het West End en vijf naar Broadway werden overgeplaatst. Met name met de productie van enkele toneelstukken van Harold Pinter bevestigde het Almeida zijn reputatie, onder andere de premières van Party Time (1991) en Moonlight (1993), en hernemingen van Betrayal (1991) en No Man's Land (1992).  Ook met zijn buitenlandse producties wist het theater een grote faam te verwerven, tot op zekere hoogte vergelijkbaar met de grote, toonaangevende theaters in Centraal-Londen, het Royal National Theatre en het Barbican Centre. In 1993 won het theater de Laurence Olivier Award for Outstanding Achievement in an Affiliate Theatre.
Vanaf 2001 was het theater enige tijd gesloten wegens een grootscheepse £7,6 miljoen kostende restauratie en verbouwing. De voorstellingen vonden in deze periode plaats in een busstation bij King's Cross Station. De heropening vond plaats in mei 2003 met Henrik Ibsens The Lady from the Sea. Van 2002 tot 2013 was Michael Attenborough artistiek directeur, waarbij hij het beleid van zijn voorgangers voortzette en een groot aantal Britse, Ierse, Amerikaanse en anderstalige toneelstukken op hoog niveau en in soms gewaagde ensceneringen presenteerde. Attenborough startte tevens Almeida Projects, het educatie- en gemeenschapsprogramma van het theater, waarbij nauw wordt samengewerkt met scholen en andere instellingen in Islington. Het theater was een van de eerste theaters die meewerkten aan het project Digital Theatre, een project dat het downloaden van theaterproductiefilms mogelijk maakt.

## Het Almeida nu
Vanaf 2013 is Rupert Goold artistiek directeur van het Almeida Theatre. Zijn eerste producties bij het Almeida waren onder andere een veelbesproken muzikale adaptatie van Bret Easton Ellis' roman American Psycho, in een bewerking van Duncan Sheik, en de wereldpremière van Mike Bartlett's King Charles III, over het toekomstige koningschap van prins Charles. Deze laatste voorstelling was een van de vier Almeida-producties die in 2014 naar het West End verhuisden.

## Beschrijving theatergebouw
Het Almeida Theatre bestaat uit een witgepleisterd neoclassicistisch hoofdgebouw en een modern vormgegeven aanbouw. In het interieur vormt de gebogen achterwand van het toneel een ongewoon architectonisch element, waardoor de afstand tussen publiek en spelers kleiner lijkt. Het toneel is ongeveer net zo groot als het auditorium dat 325 stoelen telt, verdeeld over twee verdiepingen (zaal en balkon). De moderne foyer is zeer licht vanwege het hoge, glazen plafond. In deze ruimte is ook de theaterkassa en een kiosk ondergebracht.

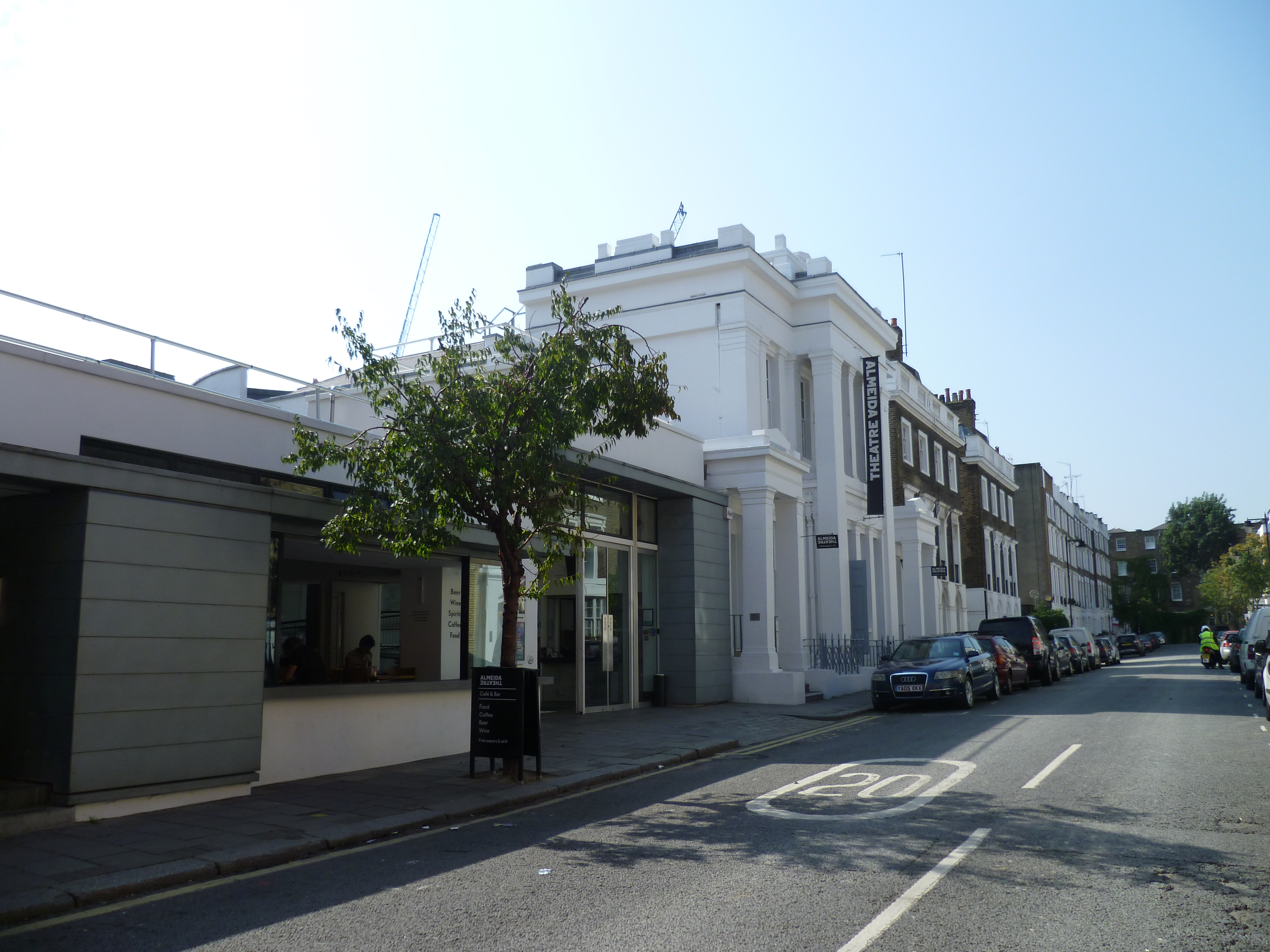
Het theater in Almeida Street
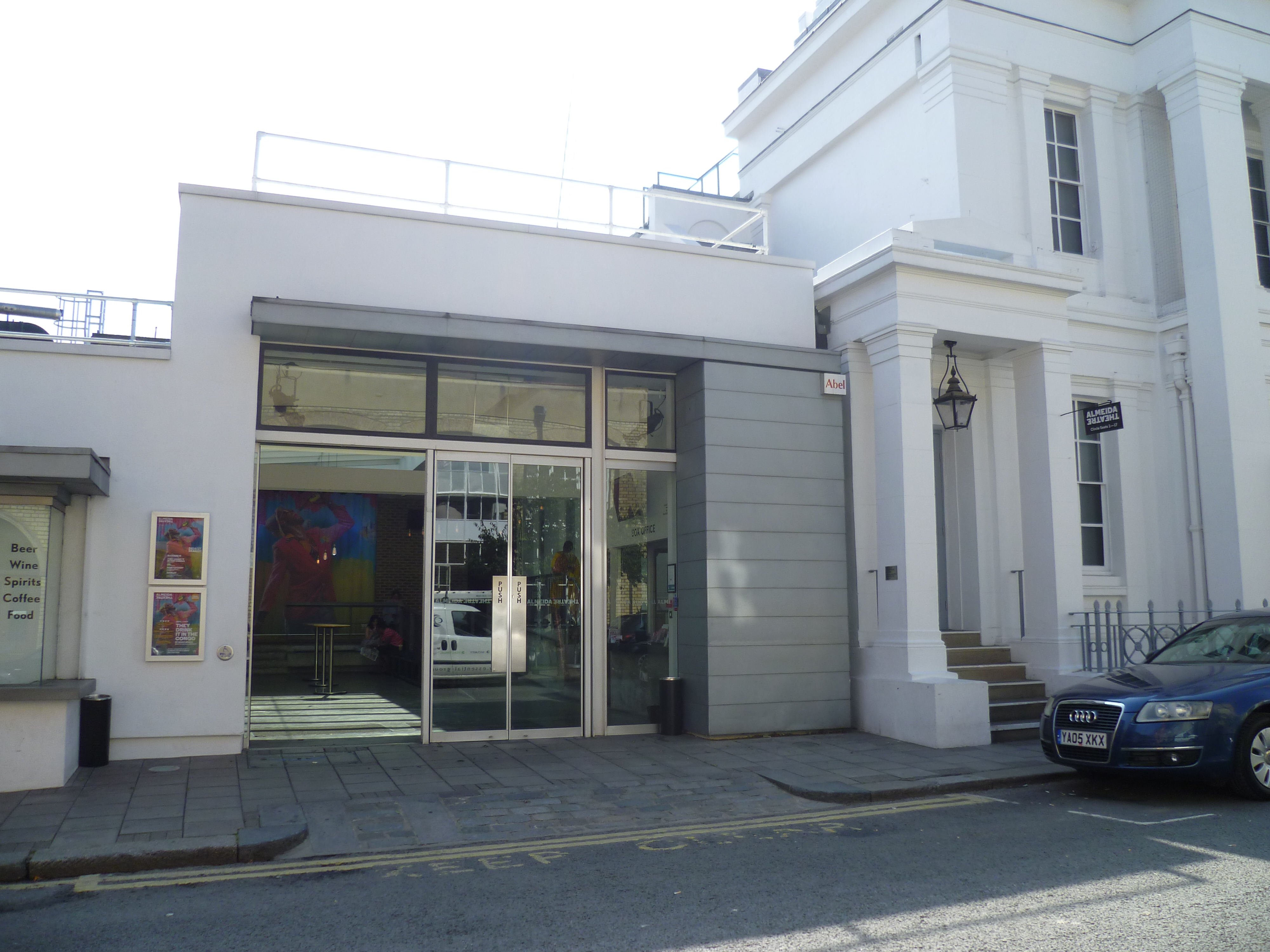
Oude en nieuwe ingang, 2016
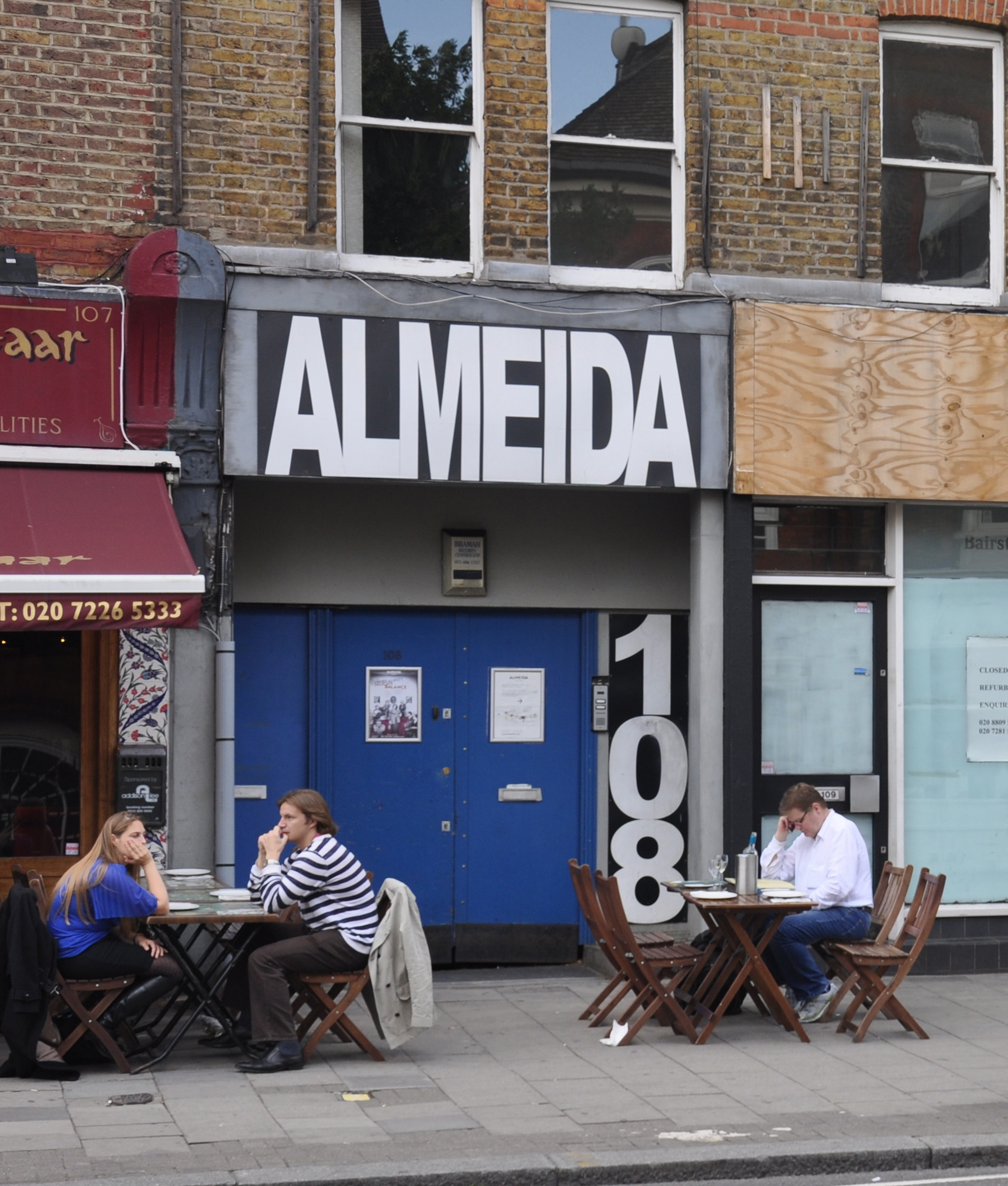
Repetitieruimte Upper Street